# Balsamin
Balsamin (Impatiens balsamina) är en växtart i familjen balsaminväxter från Indien och Myanmar. Arten är odlad och förvildad på många håll i världen. Den odlas som krukväxt i Sverige. Kallas även Flitiga Lisa.